# Militærsporet Næstved
| Streckenlänge: | 1,679 km             |                                                   |                                                   |
| Spurweite: | 1435 mm (Normalspur) |                                                   |                                                   |
| Streckengeschwindigkeit: | 10 km/h              |                                                   |                                                   |
| |                      |                                                   |                                                   |
| \| \| \| Bahnstrecke Slagelse–Næstved von Slagelse \| \| \| \| \| Sjællandske midtbane von Ringsted \| \| \| \| \| Bahnstrecke Køge–Næstved von Køge \| \| \| \| \| Næstved Nord \| \| \| \| \| Suså \| \| \| \| \| Militærsporet Næstved \| \| \| \| \| \| \| \| \| \| Hafenbahn Næstved \| \| \| \| \| Næstved \| \| \| \| \| nach Mern \| \| \| \| \| Bahnstrecke Ringsted–Rødby Færge nach Rødby Færge \| \| \| \| \| \| \| \| Quellen: [1] \| \| \| \| |                      |                                                   |                                                   |
| Strecke (außer Betrieb) |                      | Bahnstrecke Slagelse–Næstved von Slagelse         | Bahnstrecke Slagelse–Næstved von Slagelse         |
| Strecke (außer Betrieb) · Strecke |                      | Sjællandske midtbane von Ringsted                 | Sjællandske midtbane von Ringsted                 |
| Strecke (außer Betrieb) · Strecke · Strecke |                      | Bahnstrecke Køge–Næstved von Køge                 | Bahnstrecke Køge–Næstved von Køge                 |
| Strecke (außer Betrieb) · Strecke · Haltepunkt / Haltestelle |                      | Næstved Nord                                      | Næstved Nord                                      |
| Brücke über Wasserlauf (Strecke außer Betrieb) · Strecke · Strecke |                      | Suså                                              | Suså                                              |
| Abzweig geradeaus und nach links (Strecke außer Betrieb) · Kreuzung (Querstrecke außer Betrieb) · Abzweig geradeaus und ehemals nach rechts |                      | Militærsporet Næstved                             | Militærsporet Næstved                             |
| Strecke nach links (außer Betrieb) · Abzweig geradeaus, von links und ehemals von rechts · Strecke nach rechts |                      |                                                   |                                                   |
| Abzweig geradeaus und ehemals von rechts |                      | Hafenbahn Næstved                                 | Hafenbahn Næstved                                 |
| Bahnhof |                      | Næstved                                           | Næstved                                           |
| Abzweig geradeaus und ehemals nach links |                      | nach Mern                                         | nach Mern                                         |
| Strecke |                      | Bahnstrecke Ringsted–Rødby Færge nach Rødby Færge | Bahnstrecke Ringsted–Rødby Færge nach Rødby Færge |
| |                      |                                                   |                                                   |
| Quellen: |                      |                                                   |                                                   |

Militærsporet Næstved wurde eine 1,679 km lange Verbindungsbahn genannt, die 1892 mit der Bahnstrecke Slagelse–Næstved erbaut wurde. Sie stellte eine Verbindung zwischen dieser und der Bahnstrecke Roskilde–Næstved (Køgebanen, Lille Syd) her. Mit Hilfe dieser Verbindung konnten die Züge zwischen beiden Strecken verkehren, ohne dass diese im damaligen Kopfbahnhof Næstved ihre Richtung ändern mussten.

## Geschichte
Die Strecke wurde mit Stahlschienen mit einer Länge von 22,5 m errichtet. Diese wurden von Sociéte Cockerill in Seraing mit „einer Garantie für fünf Jahre, beginnend ab dem 9. Oktober 1890“ ausgeliefert.
Mit dem Bau der Sjællandske midtbane von Ringsted 1924 wurde diese zwischen den beiden bestehenden Strecken in den Bahnhof Næstved eingeführt. Die Militærsporet wurde nicht entfernt, sondern eine Kreuzungsweiche ohne durchgängige Gleisstücke eingebaut. Diese Gleisstücke hätten im Bedarfsfall sehr schnell eingelegt werden können. In diesem Fall, in dem die Strecke hätte verwendet werden sollen, hätte durch die eingelegte Verbindung zwischen Køgebanen und Slagelsebanen die zweigleisige Strecke von Ringsted gesperrt werden müssen, um der Militärbahn den Vorrang zu geben. Die Gleisstücke wurden im Bahnhof Næstved aufbewahrt.
An der Stelle, an der die Gleisstücke einzusetzen waren, wurde ein Telefonanschluss zum Bahnhof Næstved errichtet. Ein weiterer Ausbau mit Sicherheitseinrichtungen unterblieb, da die Militærsporet 1925 stillgelegt wurde.

## Reste der Bahnstrecke
Von einer unbefestigten Straße in der Nähe des Østre Ringve, nördlich der Eisenbahnbrücke der Køgebane sind noch Reste des Bahndammes vorhanden. Ein zugängliches kurzes Stück Damm befindet sich östlich der Schwimmhalle Herlufsholm. Von dort führt der Weg Fodsporet, der auf dem Planum der Bahnstrecke Slagelse–Næstved angelegt wurde.

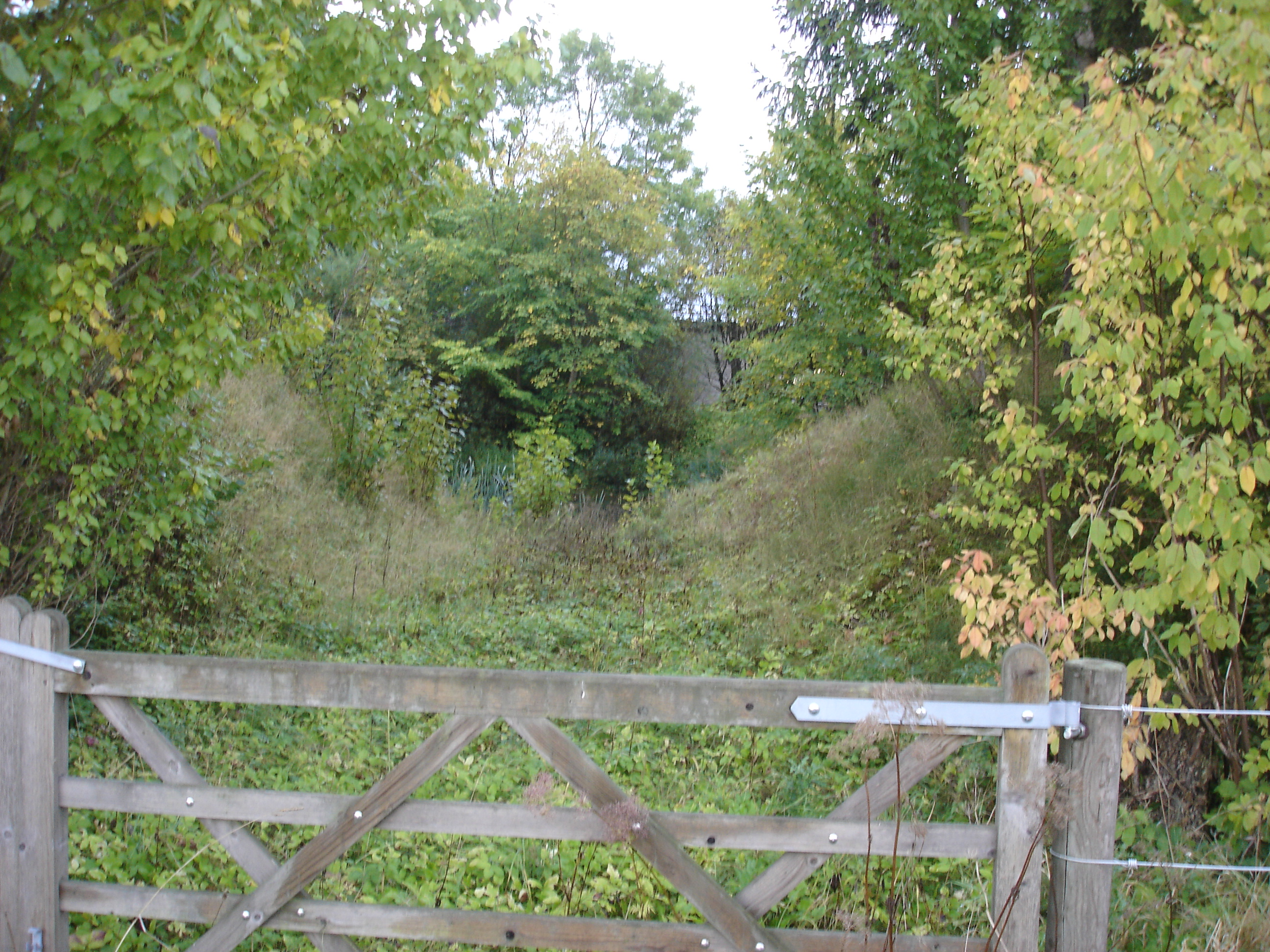
Planum der Strecke, im Hintergrund die Eisenbahnbrücke über den Østre Ringve
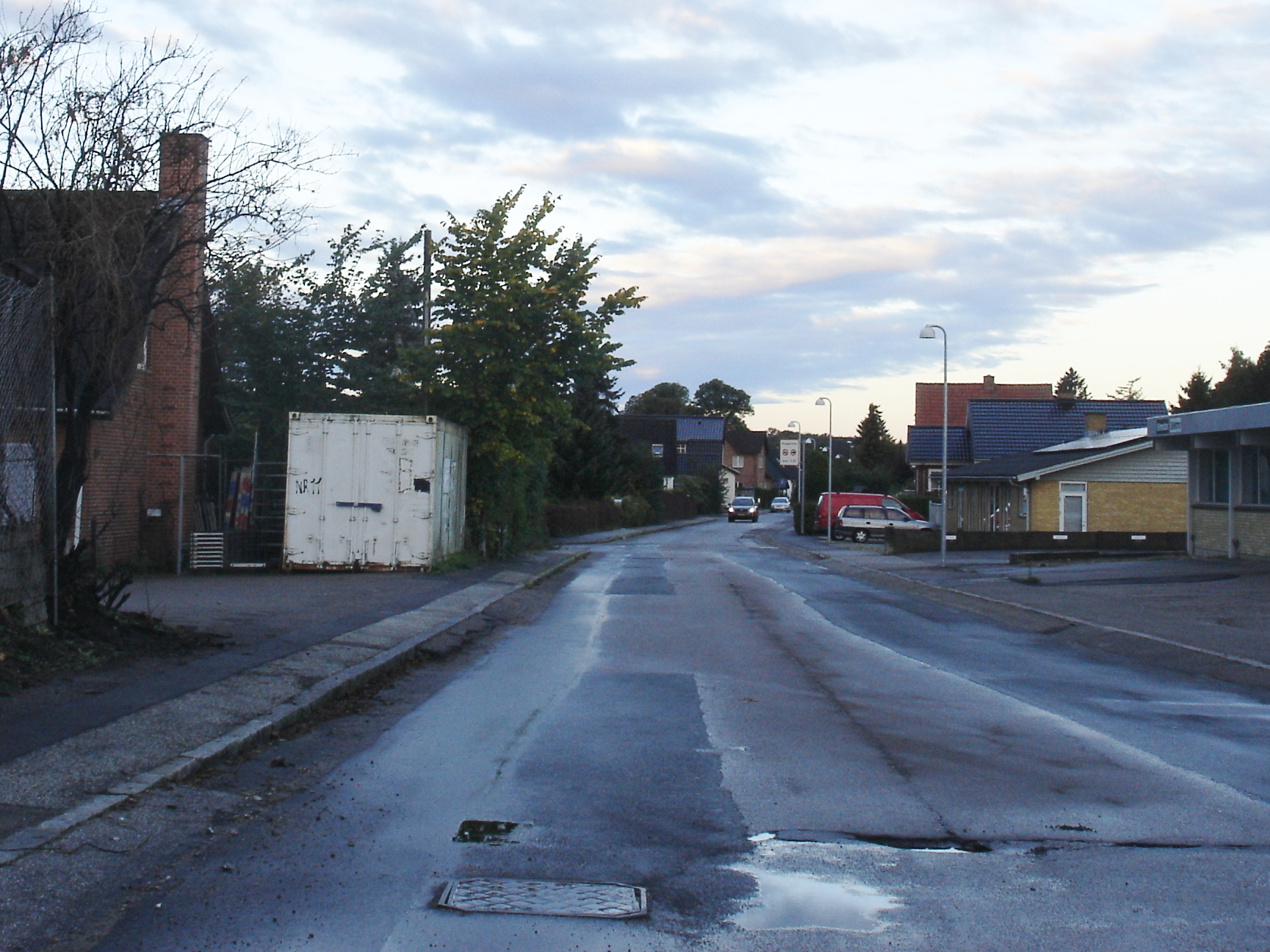
Militärstraße in Næstved, die mit der Bahnstrecke erbaut wurde
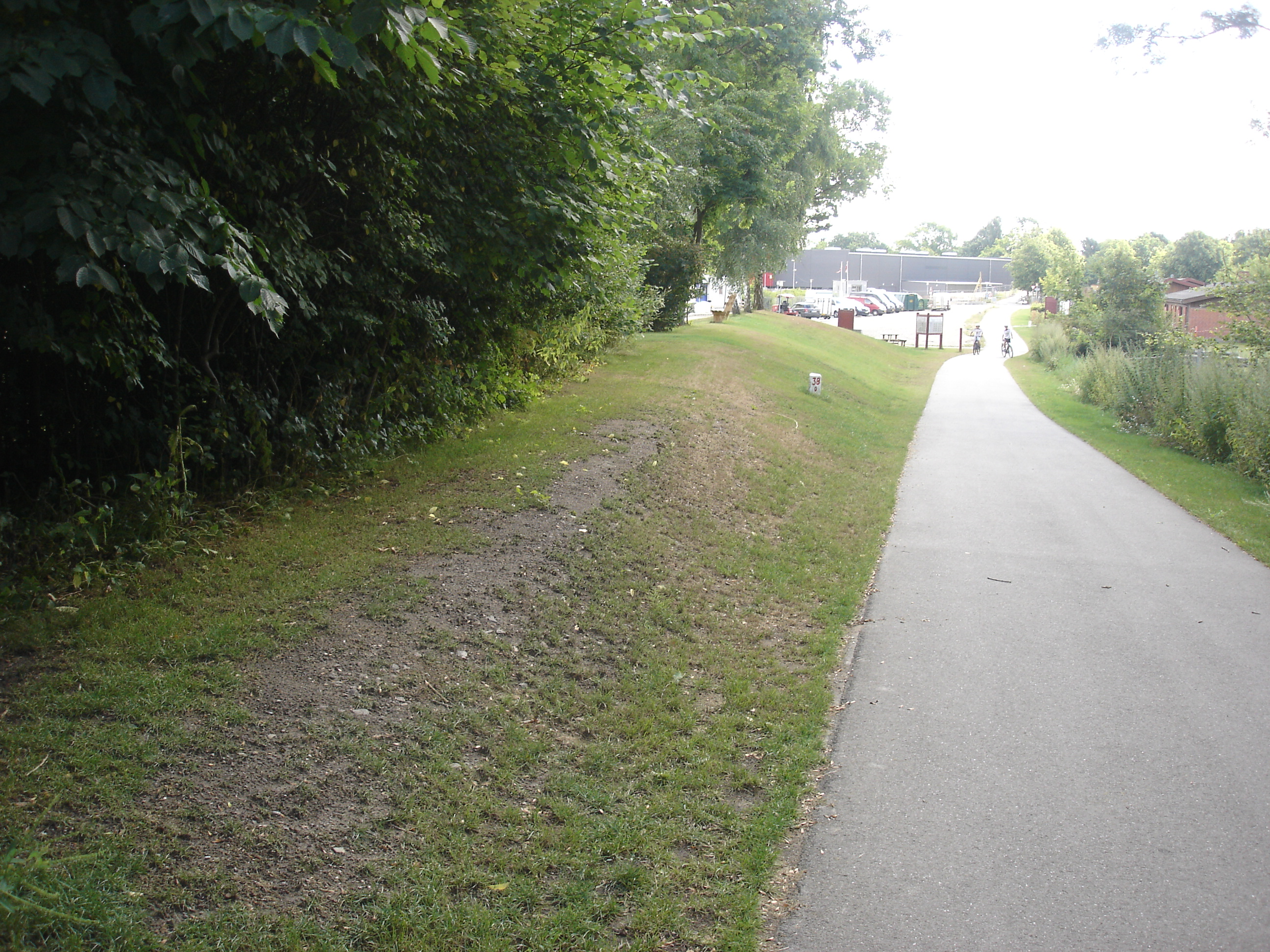
Ehemaliger Bahndamm